# British Aerospace BAe ATP
Il British Aerospace ATP è un aereo di linea regionale, anche noto come Jetstream 61, e da trasporto, biturboelica, monoplano ad ala bassa, prodotto dall'azienda aeronautica britannica British Aerospace. Il prototipo ha compiuto il primo volo il 6 agosto 1986.

## Storia del progetto
Il BAe ATP, costruito in 63 esemplari di serie dal 1987 al 1996, è un aereo a turboelica ad alta efficienza di seconda generazione, sviluppato dal precedente modello Bae 748 / Avro 748 / Hawker Siddeley HS 748, con una fusoliera più lunga di 5,50 m. L'ATP (Advanced Technology Turboprop) è dotato di avionica moderna e di glass cockpit EFIS (Electronic Flight Instrument System). Prodotto per il trasporto merci e passeggeri con capacità fino a 8,2 tonnellate di carico oppure fino a 60-70 posti.
L'operatività dell'ATP è iniziata nel maggio 1988 quando il primo di quattro velivoli è stato consegnato alla British Midland Airways. La versione a servizio passeggeri, per il trasporto tipico di 64-68 persone, è stata originariamente prodotta a Woodford, successivamente, nel 1992, la produzione è stata rilevata dalla nuova società formata da Jetstream aeromobile a Prestwick. Il 26 aprile 1993, dopo il 63º esemplare, l'ATP è stato rinominato il Jetstream 61 (o J61). Questa versione, dotata dei più funzionali e potenti turboelica PW127D, vedeva una portata maggiore e nuovi interni. Il prototipo J61, convertito da un ATP, ha volato per la prima volta il 10 maggio 1994. La produzione è stata tuttavia limitata a solo due aerei, non venduti, a seguito della breve vita dell'unione di BAe con ATR nel consorzio AI (R). Nel 2001, la BAE Systems ha lanciato il programma di conversione della versione passeggeri in versione mercantile F-Bulk per il carico merci e la Large Cargo Door (LCD) dotata di portellone di carico extra-large.

## Tecnica
Il BAe ATP è dotato di due motori turboelica ad alta efficienza Pratt & Whitney Canada PW126/PW126A con eliche a sei pale Hamilton Standard a rotazione lenta che contribuiscono a ridurne la rumorosità e le vibrazioni.

## Impiego operativo
Il velivolo è adatto alle esigenze di breve raggio degli operatori regionali che richiedono fino a 72 posti passeggeri.
Due delle principali compagnie aeree europee che hanno utilizzato il BAe ATP sono state la British Regional Airlines e la spagnola Air Europa Express, come anche la British World Airlines, compagnia specializzata nel noleggio a breve termine.

## Versioni
- ATP - versione passeggeri fino a 60-70 posti.
- ATPF Bulk Freighter - versione cargo fino a 8,2 tonnellate di merci caricabili attraverso le porte standard.
- ATPF Large Freighter Door Freighter - versione cargo dotato di portellone di carico merci di dimensioni maggiorate (2,63 m di larghezza e 1,72 m di altezza) ricavato sul lato posteriore della fusoliera, per permettere lo stivaggio di otto containers LD3 oppure LD4.

## Utilizzatori

### Civili

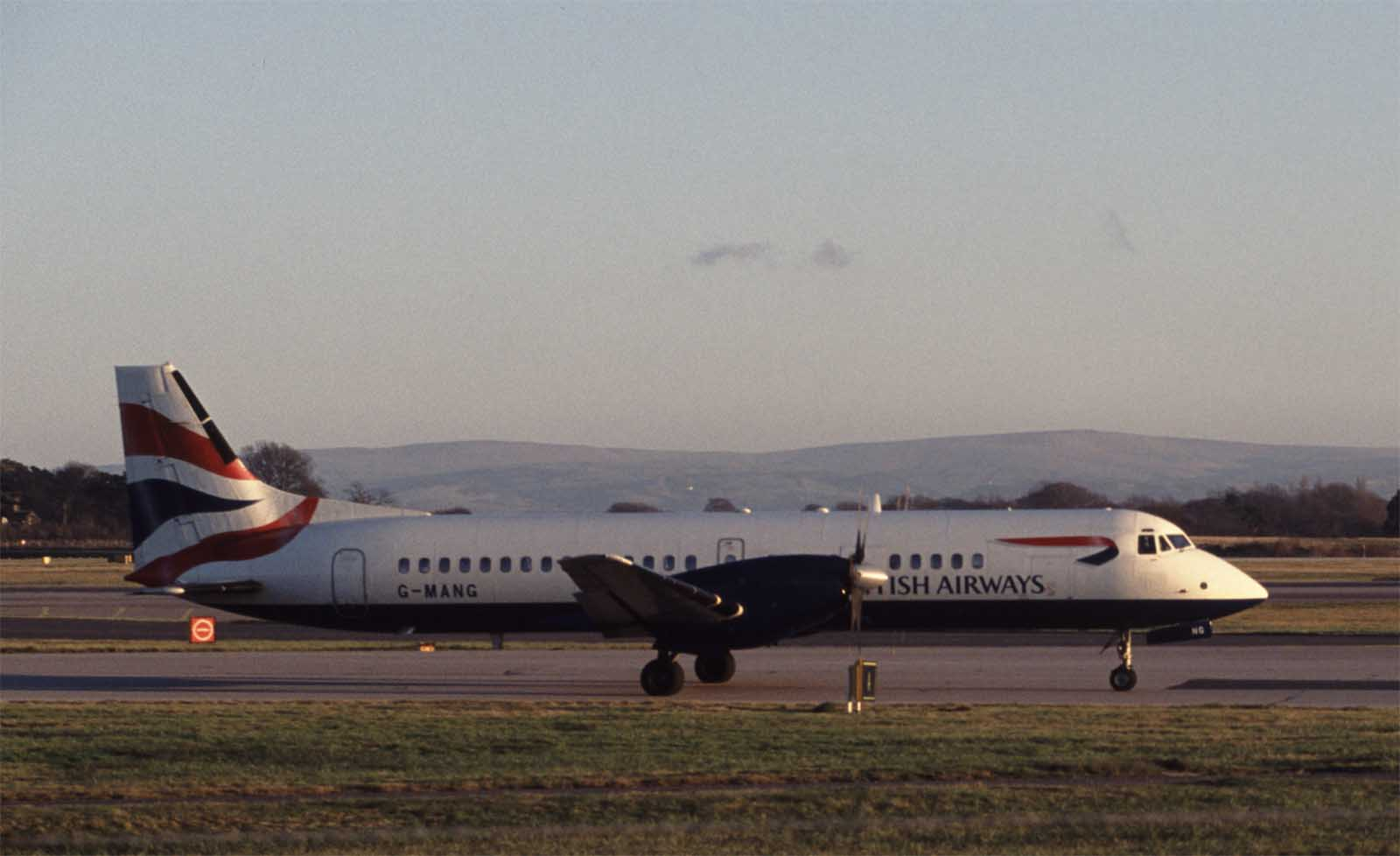
Un BAe ATP della British Airways fotografato all'aeroporto di Manchester

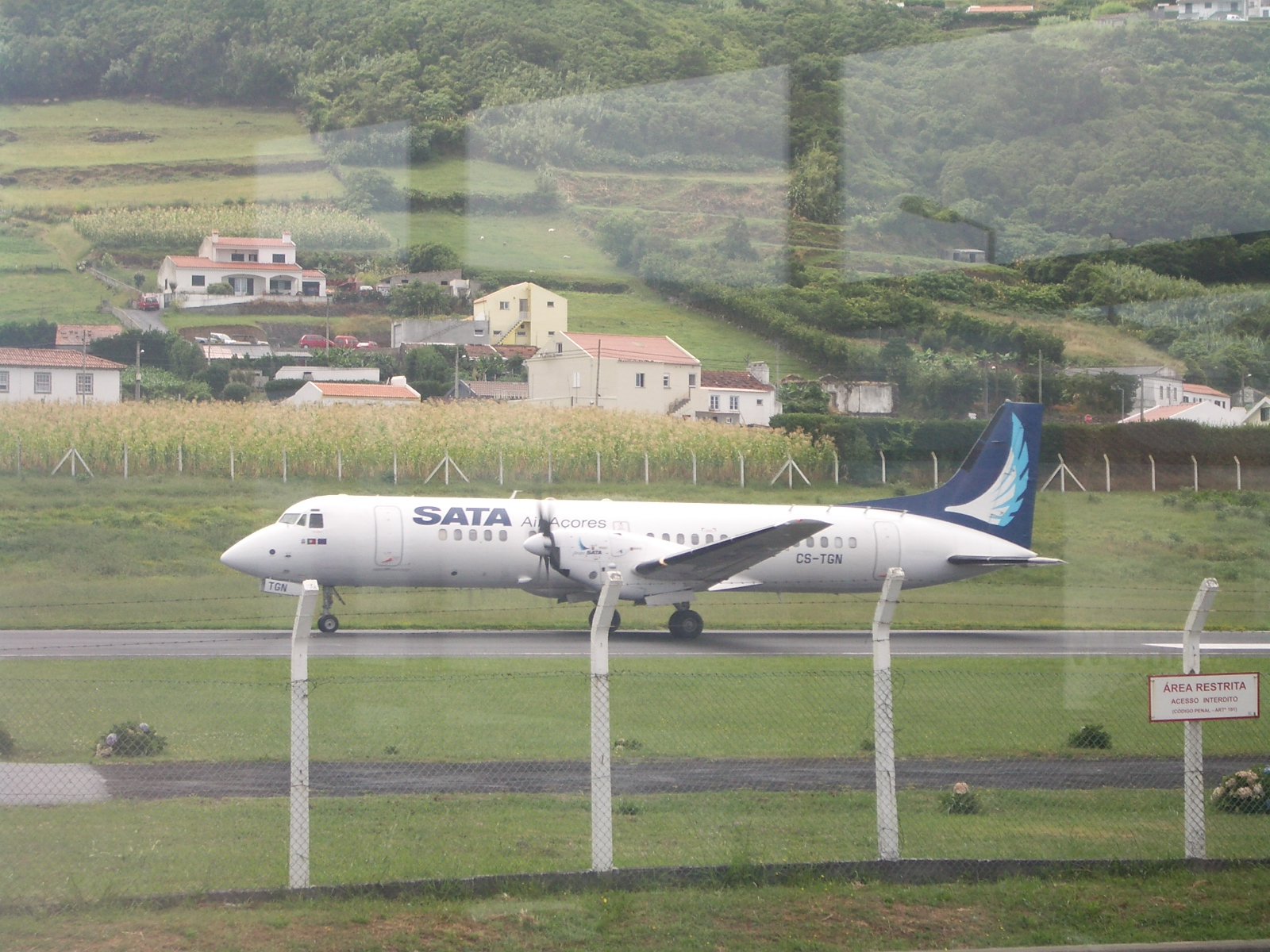
Un BAe ATP della portoghese SATA - Air Acores

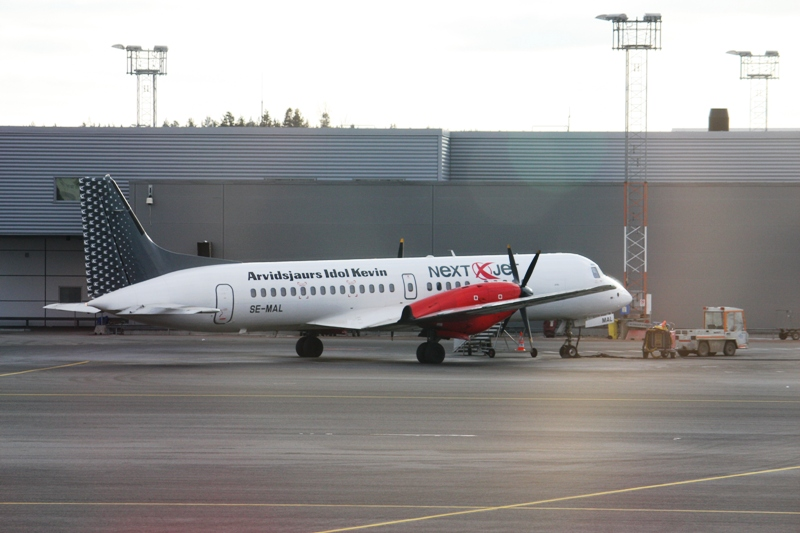
Un BAe ATP della svedese NextJet

Danimarca
- Sun Air of Scandinavia

 Filippine
- Asian Spirit

 India
- First Flight

 Indonesia
- Air Aceh
- Merpati

 Lussemburgo
- West Air Luxembourg

 Paesi Bassi
- Magic Bird Airlines

 Portogallo
- SATA - Air Acores

 Regno Unito
- Atlantic Airlines
- British Airways
- British Midland Airways
- British Regional Airlines
- British World Airlines
- Emerald Airways
- Loganair
- Manx Airlines

 Spagna
- Air Europa Express

 Stati Uniti
- Air Wisconsin
- Wings West Airlines

 Svezia
- NextJet
- West Air Sweden

 Turchia
- Turkish Air Transport